# バレトゥードー (衛星)
バレトゥードー（英語: Valetudo）は、木星の第62衛星である。

## 発見
バレトゥードーは、太陽系外縁部に存在する可能性があると言われるプラネット・ナインの観測のついでに、同じ観測区画内にあった木星の観測を行ったスコット・S・シェパードらによって新たに発見された10個の衛星の1つである。直径は約 1 km しかなく、これは、既知の木星の衛星では最小の大きさとされている。なお2017年の発見後に、2016年3月9日にシェパードがラスカンパナス天文台で撮影した画像にも写っていたことが判明したため、仮符号には 2016 が用いられている。2018年7月17日に発見報告が小惑星センターの小惑星電子回報 (Minor Planet Electronic Circular, MPEC) に掲載された。国際天文学連合による太陽系の衛星の名前と発見者をまとめたサイトでは、シェパードらがバレトゥードーが新衛星であることを新たに撮影された画像から確認した2017年3月23日を発見日として扱っている。

## 軌道
木星から約1900万 km離れた軌道を532日かけて公転しており、木星の赤道に対する軌道傾斜角は34度である。この周辺の軌道を公転する衛星の多くは、木星の自転と反対方向に公転するアナンケ群に属するが、バレトゥードーは木星の自転と同じ方向に公転している。この奇妙な軌道の性質のため、発見者のシェパードらは、バレトゥードーを「真の変わり種」と表現している。こうした小さな衛星は捕獲された小惑星か彗星、あるいは他の衛星との衝突によって残された残骸や破片であるとされている。
また、逆方向に公転する別の衛星と正面衝突する可能性も示されている。数値計算では、バレトゥードーが比較的大きな逆行衛星であるパシファエ、アナンケ、カルメ、シノーペと太陽系年齢の間に衝突を起こす可能性は最大で数%と見積もられている。しかしバレトゥードーが過去に大きな直径を持っていた場合は衝突確率が高くなるため、この衛星が衝突により周囲の逆行衛星を生み出す原因となった母天体の残骸である可能性も指摘されている。
木星から離れた距離を公転する衛星は、木星の自転とは逆向きに公転する逆行軌道を持つ。これは、中心の惑星から遠く、離心率の大きい軌道を持つ衛星の場合、順行軌道よりも逆行軌道の方が安定性が高いことが原因である。バレトゥードーの軌道は逆行衛星が存在する領域にあるが、自身は順行軌道であるという点で特異な存在である。数値計算では、順行軌道が長期間安定に存在できる領域の外端付近に位置していることが示唆されている。なお2018年時点では、順行軌道を持つ木星の衛星としては最も遠方を公転している。

## 名称
S/2016 J 2 という名称は仮符号で、発見者のシェパードは S/2016 J 2 にユーピテルの曾孫である、健康と衛生の女神ヒュギエイアのローマ名に因んで Valetudo という固有名を付与する事を提案していた。そして、2018年10月3日に国際天文学連合の太陽系の天体や地形の命名に関するワーキンググループ（WGPSN）によって、Valetudoが正式に S/2016 J 2 の固有名として認められ、Jupiter LXIIという確定番号も付与された。日本語表記では、バレトゥードーの他にバーリトゥードやウァレトゥードという表記もみられる。